# Grisoni

Stemma della famiglia Grisoni

I Grisoni furono una famiglia patrizia veneziana, annoverata fra le cosiddette Case Nuove.

## Storia
Discordi sono le tradizioni riguardo all'origine di questo nobile casato, proveniente da Garda o dalla penisola ellenica, o forse, più probabilmente, da Jesolo. Tutte le fonti paiono concordi, tuttavia, nel farlo molto antico in Venezia. Alcune cronache azzardano l'ipotesi che i Grisoni si denominassero originariamente Gransoni o Gransona, o che fossero in realtà della medesima casa dei Grioni patrizi veneti e che, come tali, provenissero dalla Grecia.
Sembra che i Grisoni fossero presenti in seno all'antico Consilium cittadino già prima della serrata, al verificarsi della quale furono ritenuti nel novero del corpo patrizio (qualche fonte antica, tuttavia, li vorrebbe esclusi nel 1297 e riassunti poco dopo).  
Nel 1378, o forse subito prima di tale anno, tuttavia, un membro di questa casa, Lorenzo Grisoni, fu processato dal Consiglio dei Dieci «per avere più volte nascosa, la palla d'oro, frà le dita nell'andar a Capello». Ritenuto colpevole, il Grisoni fu cacciato dalla città lagunare con tutta la sua famiglia, trovando rifugio a Capodistria, e il suo casato fu bandito dal patriziato veneziano.   
Successivamente, nel 1431, un discendente del detto Lorenzo, tal Nicolò Grisoni, riuscì a ottenere l'aggregazione all'Ordine nobile della città di Capodistria. Al 1650, i Grisoni erano importanti feudatari dei vescovi giustinopolitani, uno dei quali, Bartolomeo da Sonica, concesse nel 1505 ai tre fratelli Giovanni Battista, Daniele e Nicolò di Francesco i feudi di Valmorasa e Trebesse, mentre nel 1736 la famiglia ereditò dai conti Sabini la contea di San Giovanni in Daila, presso Cittanova. Un altro Grisoni, invece, possedeva nel 1715 un feudo appartenente alla diocesi di Pola, conferito alla sua famiglia dal vescovo Matteo Barbabianca, nel XVI secolo. Altri possedimenti si trovavano presso Sant'Onofrio, San Michele e Punta Grossa.
Questo casato ricevette conferma della propria nobiltà e del rango comitale dall'Imperatore Francesco I. La famiglia si estinse nel 1841, anno di morte del conte Francesco di Santo: l'ultimo rampollo di questa antica casata, Pompeo di Francesco, infatti, era morto in duello a Milano nel 1833. Di conseguenza, la contea di San Giovanni in Daila passò ai Benedettini dell'abbazia di Praglia, in osservanza di un'antica disposizione testamentaria risalente addirittura al primo possessore del feudo, il cavaliere Almerico Sabini, che, nel 1273, l'aveva ottenuta sotto tale condizione dal vescovo di Capodistria. Il Grisoni lasciò anche in beneficenza oltre un milione di fiorini: la di lui moglie, contessa Marianna Grisoni Pola, fece costruire con parte di tale somma l'orfanotrofio Pio Istituto Grisoni.

## Membri illustri
- Antonio Grisoni (1724 - 1779), militare, nominato Generale Maggiore dell'esercito imperiale da Maria Teresa d'Austria nel 1775.

## Luoghi e architetture
- Palazzo Grisoni, a Daila.

Si ricorda, inoltre, una Calle Francesco Grisoni, a Capodistria.